# Miazga zęba

Budowa zęba

Miazga zęba (łac. pulpa dentis) – tkanka wypełniająca jamę zęba (komorę, kanały oraz kanały boczne i komorowo-ozębnowe). Jest to bogato unerwiona i unaczyniona, dojrzała tkanka łączna typu embrionalnego, podobna do tej występującej w pępowinie. Niektórzy autorzy klasyfikują ją jako tkankę łączną galaretowatą niedojrzałą. Przez otwór anatomiczny, kanały boczne i komorowo-ozębnowe łączy się z przyzębiem.
Wraz z zębiną stanowi jedność strukturalno-funkcjonalną, czyli endodontium.
W zależności od położenia wyróżnia się:
- miazgę koronową (pulpa coronalis) – wypełnia komorę (cavum dentis),
- miazgę korzeniową (pulpa radicularis) – wypełnia kanał korzenia (canalis radicis dentis).

Miazga zębowa toleruje temperaturę w zakresie 25–42 °C.

## Budowa histologiczna
Morfologicznie można wyróżnić w niej kilka warstw:
- środkową część tworzy strefa bogatokomórkowa zawierająca komórki mezenchymatyczne oraz fibroblasty, tędy przebiegają wnikające przez otwór wierzchołkowy naczynia krwionośne i nerwy
- ubogokomórkową warstwę, zwaną strefą Weila
- leżące na obwodzie odontoblasty (komórki zębinotwórcze)
- najbardziej zewnętrzna część to prazębina przylegająca od strony zewnętrznej do zębiny, a składająca się z siatki włókien kolagenowych.

## Funkcje
Miazga pełni przede wszystkim funkcję odżywczą – sieć naczyń krwionośnych zapewnia dostarczanie substancji odżywczych i tlenu do zęba i umożliwia ciągłą kontrolę zawartości substancji mineralnych oraz naprawę tkanek. Równie ważną funkcją jest funkcja czuciowa, tj. rejestruje ból bez względu na rodzaj bodźca i jego lokalizację. Miazga pełni również funkcję twórczo-odtwórczą, gdyż to dzięki komórkom miazgi zachodzi tworzenie zębiny podczas rozwoju i później ewentualna jej naprawa. Z tą funkcją wiąże się również funkcja obronna, polegająca na tworzeniu zębiny naprawczej, obronnej, sklerotycznej oraz na odpowiedzi wielu komórek odpornościowych.